# Vernoubre (Tarn)
Pour les articles homonymes, voir Vernoubre.
Le Vernoubre est une rivière du sud de la France dans le département du Tarn, en région Occitanie, et un sous-affluent de la Garonne par l'Agout et le Tarn.

## TOPONYMIE
Toponyme Celte gaulois, 'uerno-dubrum' . 'uerno' aulnes et 'dubrum' ruisseau . Le sens est donc le ruisseau des aulnes.

## Géographie
Le Vernoubre de 11,7 km de longueur prend sa source sur la commune de Castelnau-de-Brassac (Tarn).
Il coule en direction du sud-ouest et rejoint l'Agout à Castelnau-de-Brassac, à 478 m d'altitude.

## Principaux affluents
Le Vernoubre a six affluents référencés.

## Communes traversées
Dans le seul département du Tarn, le Vernoubre traverse une seule commune :
- Tarn : Castelnau-de-Brassac.